# Robam Sovann Maccha
Robam Sovann Maccha (Ples Zlatne sirene), jedan od klasičnih (Robam Borane) kmerskih plesova koji govori o majmunskom generalu Hanumanu i zlatnoj sireni Sovann Maccha. Temelji se na epskoj kmerskoj poemi Riemker, njihovoj verziji Ramayane, koja datira iz 16. ili 17. stoljeća. Priča govori o tome kako bijeli majmun predvodi vojsku majmuna u gradnji mosta preko oceana kako bi spasio zarobljenu princezu. Koliko god on brzo postavljao kamenje u more, ono je isto tako brzo nestajalo. Hanuman zaroni u more i ugleda prekrasnu zlatnu sirenu Sovann Maccha koja je odnosila kamenje zbog čiste zlobe ili vandalizma. Kako je bila prekrasna, on se zagleda u nju, a ona ga na to pozove k sebi na dno mora. Kasnije Hanuman upita sirenu zašto je uzimala kamenje. Ona mu kaže, da je ona Sovann Maccha, kći Ravane, demona koji je oteo Situ. Kada je Ravana vidio Hanumana kako ovaj gradi most podučio je Sovann Macchu, kako da to zaustavi. Nato Hanuman kaže Sovan Macchi zašto gradi most i o otetoj princezi Siti. Zlatna sirena pogledala je Hanmumana očiju punih ljubavi, a njezine sirena vratile su natrag sve oteto kamenje. Priča naravno na kraju ima sretan svršetak za Hanumana i Sovan Macchu.
Od ostalih Robam Borane plesova najpoznatiji su: Robam Choun Por, Robam Boung Soung, ples Apsara  (Robam Apsara), Robam Mitte Pheap, Robam Phuong Neary i Robam Kenor.

## Vanjske poveznice
- Dance, The Spirit of Cambodia  Arhivirana inačica izvorne stranice od 9. lipnja 2007. (Wayback Machine)
- Robam Sovan Macha dance